# Oncopodura vioreli
Oncopodura vioreli is een springstaartensoort uit de familie van de Oncopoduridae. De wetenschappelijke naam van de soort is voor het eerst geldig gepubliceerd in 1989 door Gruia.